# Eddie Murphy (színművész)
Eddie Murphy (eredeti neve: Edward Regan Murphy) (New York, 1961. április 3. –) Primetime Emmy- és Golden Globe-díjas amerikai színész, humorista, filmproducer és énekes.
Golden Globe-díjra jelölt alakításai voltak a 48 óra (1982), a Szerepcsere (1983), a Beverly Hills-i zsaru (1984), a Bölcsek kövére (1996) és A nevem Dolemite (2019) című filmekben. Emlékezetesebb filmjei közé tartozik még az Amerikába jöttem (1988), a Vámpír Brooklynban (1995), a Dr. Dolittle (1998), a Dr. Dolittle 2. (2001), a Norbit (2007) és az Amerikába jöttem 2. (2021) című vígjáték.
A 2007-es Dreamgirls mellékszereplőjeként Golden Globe-díjat nyert és Oscarra is jelölték.

## Fiatalkora
A New York-i Brooklynban született, Hempsteadben nőtt fel. Már a gimnáziumban kitűnt humorával, előadókészségével. Brooklynban 1976-ban, 15 éves korában 25-50 dollárért önálló esteket tartott külvárosi ifjúsági házakban, ahol saját szövegeivel szórakoztatta a közönséget.
Amikor egyedülálló édesanyja megbetegedett, a nyolcéves Murphy és bátyja, Charlie (1959–2017) egy évig nevelőszülőknél élt. Interjúkban Murphy elmondta, hogy a nevelőszülőknél töltött idő nagy hatással volt humorérzékének kialakulására. Később a New York állambeli Rooseveltben nevelte fel őt és testvérét édesanyjuk, valamint Vernon Lynch nevű mostohaapjuk, aki egy jégkrémgyár művezetőjeként dolgozott.

## Pályafutása
Az NBC Saturday Night Live című műsorában folytatta humorista karrierjét, majd számos filmvígjátékban is szerepelt: Beverly Hills-i zsaru-filmek, Amerikába jöttem. Sokoldalú szinkronszínész, ő volt a hangja Szamárnak a Shrek-filmekben, valamint a sárkánynak a Mulan (film, 1998) című animációs filmben. Sok filmjében a főszerepen kívül további szerepet is játszik.
Murphy mindemellett zenész is, több slágert és albumot kiadott színészi karrierjével párhuzamosan. Egyik legismertebb száma a Party All The Time, melyet Rick James-szel rögzített 1985-ben, és megtalálható a How Could It Be című albumán. A sláger más zenészeket is megihletett: többek közt Sharam, és a Children of Bodom is feldolgozta.

## Filmográfia

### Film

#### Forgatókönyvíró és producer
| Év   | Magyar cím                         | Eredeti cím                    | Feladatkör | Feladatkör   |
| Év   | Magyar cím                         | Eredeti cím                    | Producer   | Forgatókönyv |
| ---- | ---------------------------------- | ------------------------------ | ---------- | ------------ |
| 1987 | Beverly Hills-i zsaru 2.           | Beverly Hills Cop II           | Nem        | Sztori       |
| 1987 | Eddie Murphy Show                  | Eddie Murphy Raw               | Nem        | Igen         |
| 1988 | Amerikába jöttem                   | Coming to America              | Nem        | Sztori       |
| 1989 | Harlemi éjszakák (filmrendező)     | Harlem Nights                  | Nem        | Nem          |
| 1990 | Megint 48 óra                      | Another 48 Hrs.                | Nem        | Sztori       |
| 1992 | Bumeráng                           | Boomerang                      | Nem        | Sztori       |
| 1995 | Vámpír Brooklynban                 | Vampire in Brooklyn            | Igen       | Sztori       |
| 1999 | Életfogytig                        | Life                           | Igen       | Sztori       |
| 2000 | Bölcsek kövére 2. – A Klump család | Nutty Professor II: The Klumps | Vezető     | Nem          |
| 2007 | Norbit                             | Norbit                         | Igen       | Igen         |
| 2019 | A nevem Dolemite                   | Dolemite Is My Name            | Igen       | Nem          |
| 2021 | Amerikába jöttem 2.                | Coming 2 America               | Igen       | Nem          |
| 2024 | Beverly Hills-i zsaru: Axel Foley  | Beverly Hills Cop: Axel Foley  | Igen       | Nem          |
| 2024 | A fuvar                            | The Pickup                     | Igen       | Nem          |

#### Színész
| Év   | Magyar cím                               | Eredeti cím                    | Szerep                                                   | Magyar hang         | Rendező             |
| ---- | ---------------------------------------- | ------------------------------ | -------------------------------------------------------- | ------------------- | ------------------- |
| 1982 | 48 óra                                   | 48 Hrs.                        | Reggie Hammond                                           | Felföldi László     | Walter Hill (1)     |
| 1982 | 48 óra                                   | 48 Hrs.                        | Reggie Hammond                                           | Felföldi László     | Walter Hill (1)     |
| 1982 | 48 óra                                   | 48 Hrs.                        | Reggie Hammond                                           | Dörner György       | Walter Hill (1)     |
| 1983 | Szerepcsere                              | Trading Places                 | Billy Ray Valentine                                      | Jakab Csaba         | John Landis (1)     |
| 1983 | Szerepcsere                              | Trading Places                 | Billy Ray Valentine                                      | Dörner György       | John Landis (1)     |
| 1984 | Legjobb védekezés                        | Best Defense                   | T.M. Landry hadnagy                                      | Dörner György       | Willard Huyck       |
| 1984 | Beverly Hills-i zsaru                    | Beverly Hills Cop              | Axel Foley nyomozó                                       | Dörner György       | Martin Brest        |
| 1986 | Aranygyermek                             | The Golden Child               | Chandler Jarrell                                         | Rudolf Péter        | Michael Ritchie     |
| 1987 | Beverly Hills-i zsaru 2.                 | Beverly Hills Cop II           | Axel Foley nyomozó                                       | Dörner György       | Tony Scott          |
| 1987 | Eddie Murphy Show                        | Eddie Murphy Raw               | önmaga                                                   | Dörner György       | Robert Townsend     |
| 1988 | Amerikába jöttem                         | Coming to America              | Akeem Joffer herceg / Clarence / Randy Watson / Saul     | Dörner György       | John Landis (2)     |
| 1989 | Harlemi éjszakák                         | Harlem Nights                  | Vernest „Quick” Brown                                    | Dörner György       | Eddie Murphy        |
| 1990 | Megint 48 óra                            | Another 48 Hrs.                | Reggie Hammond                                           | Dörner György       | Walter Hill (2)     |
| 1992 | Bumeráng                                 | Boomerang                      | Marcus Graham                                            | Kálid Artúr         | Reginald Hudlin (1) |
| 1992 | A dzsentlemanus                          | The Distinguished Gentleman    | Thomas Jefferson Johnson                                 | Csankó Zoltán       | Jonathan Lynn       |
| 1994 | Beverly Hills-i zsaru 3.                 | Beverly Hills Cop III          | Axel Foley nyomozó                                       | Dörner György       | John Landis (3)     |
| 1995 | Vámpír Brooklynban                       | Vampire in Brooklyn            | Maximillian                                              | Dörner György       | Wes Craven          |
| 1995 | Vámpír Brooklynban                       | Vampire in Brooklyn            | Pauley atya                                              | Varga Tamás         | Wes Craven          |
| 1995 | Vámpír Brooklynban                       | Vampire in Brooklyn            | Guido                                                    | Viczián Ottó        | Wes Craven          |
| 1996 | Bölcsek kövére                           | The Nutty Professor            | Sherman Klump professzor, Haver Lamour / egyéb szereplők | Dörner György       | Tom Shadyac         |
| 1997 | Két túsz között                          | Metro                          | Scott Rope felügyelő                                     | Dörner György       | Thomas Carter       |
| 1998 | Mulan                                    | Mulan                          | Mushu (hangja)                                           | Kálloy Molnár Péter | Barry Cook          |
| 1998 | Mulan                                    | Mulan                          | Mushu (hangja)                                           | Kálloy Molnár Péter | Tony Bancroft       |
| 1998 | Dr. Dolittle                             | Dr. Dolittle                   | Dr. John Dolittle                                        | Dörner György       | Betty Thomas (1)    |
| 1998 | A szentfazék                             | Holy Man                       | G.                                                       | Kálid Artúr         | Stephen Herek       |
| 1999 | Életfogytig                              | Life                           | Rayford „Ray” Gibson                                     | Dörner György       | Ted Demme           |
| 1999 | Fergeteges forgatás                      | Bowfinger                      | Kit Ramsey / Jiffrenson „Jiff” Ramsey                    | Dörner György       | Frank Oz            |
| 2000 | Bölcsek kövére 2. – A Klump család       | Nutty Professor II: The Klumps | Sherman Klump professzor, Haver Lamour / egyéb szereplők | Dörner György       | Peter Segal         |
| 2001 | Shrek                                    | Shrek                          | Szamár (hangja)                                          | Kerekes József      | Andrew Adamson (1)  |
| 2001 | Shrek                                    | Shrek                          | Szamár (hangja)                                          | Kerekes József      | Vicky Jenson        |
| 2001 | Dr. Dolittle 2.                          | Dr. Dolittle 2                 | Dr. John Dolittle                                        | Dörner György       | Steve Carr (1)      |
| 2002 | Showtime – Végtelen és képtelen          | Showtime                       | Trey Sellers rendőrtiszt                                 | Dörner György       | Tom Dey             |
| 2002 | Pluto Nash – Hold volt, hold nem volt... | The Adventures of Pluto Nash   | Pluto Nash / Rex Crater                                  | Dörner György       | Ron Underwood       |
| 2002 | Én, a kém                                | I Spy                          | Kelly Robinson                                           | Dörner György       | Betty Thomas (2)    |
| 2003 | Oviapu                                   | Daddy Day Care                 | Charlie Hinton                                           | Dörner György       | Steve Carr (2)      |
| 2003 | Elvarázsolt kastély                      | The Haunted Mansion            | Jim Evers                                                | Dörner György       | Rob Minkoff         |
| 2004 | Shrek 2.                                 | Shrek 2                        | Szamár (hangja)                                          | Kerekes József      | Andrew Adamson (2)  |
| 2004 | Shrek 2.                                 | Shrek 2                        | Szamár (hangja)                                          | Kerekes József      | Kelly Asbury        |
| 2004 | Shrek 2.                                 | Shrek 2                        | Szamár (hangja)                                          | Kerekes József      | Conrad Vernon       |
| 2006 | Dreamgirls                               | Dreamgirls                     | James „villám” Early                                     | Dörner György       | Bill Condon         |
| 2007 | Harmadik Shrek                           | Shrek the Third                | Szamár (hangja)                                          | Kerekes József      | Chris Miller        |
| 2007 | Harmadik Shrek                           | Shrek the Third                | Szamár (hangja)                                          | Kerekes József      | Raman Hui           |
| 2007 | Norbit                                   | Norbit                         | Norbit Rice / Rasputia Latimore-Rice / Mr. Wong          | Dörner György       | Brian Robbins (1)   |
| 2008 | Az üresfejű                              | Meet Dave                      | Dave Ming-Chang kapitány                                 | Dörner György       | Brian Robbins (2)   |
| 2009 | Seholország                              | Imagine That                   | Evan Danielson                                           | Dörner György       | Karey Kirkpatrick   |
| 2010 | Shrek a vége, fuss el véle               | Shrek Forever After            | Szamár (hangja)                                          | Kerekes József      | Mike Mitchell       |
| 2011 | Hogyan lopjunk felhőkarcolót?            | Tower Heist                    | Darnell „Tipli” Davis                                    | Dörner György       | Brett Ratner        |
| 2012 | Ezer szó                                 | A Thousand Words               | Jack McCall                                              | Kálid Artúr         | Brian Robbins (3)   |
| 2016 | Mr. Church                               | Mr. Church                     | Henry Joseph Church                                      |                     | Bruce Beresford     |
| 2019 | A nevem Dolemite                         | Dolemite Is My Name            | Rudy Ray Moore                                           | Dörner György       | Craig Brewer (1)    |
| 2021 | Amerikába jöttem 2.                      | Coming 2 America               | Akeem Joffer herceg / Clarence / Randy Watson / Saul     | Dörner György       | Craig Brewer (2)    |
| 2023 | A magadfélék                             | You People                     | Akbar Mohammed                                           | Dörner György       | Kenya Barris        |
| 2023 | Karácsonyi fénytusa                      | Candy Cane Lane                | Chris Carver                                             | Dörner György       | Reginald Hudlin (2) |
| 2024 | Beverly Hills-i zsaru: Axel Foley        | Beverly Hills Cop: Axel Foley  | Axel Foley nyomozó                                       | Dörner György       | Mark Molloy         |
| 2025 | A fuvar                                  | The Pickup                     | Russell Pierce                                           | Dörner György       | Tim Story           |
| 2026 | Shrek 5.                                 | Shrek 5                        | Szamár (hangja)                                          |                     | Walt Dohrn          |

### Televízió
| Év        | Cím                                | Szerep                   | Megjegyzések                               |
| --------- | ---------------------------------- | ------------------------ | ------------------------------------------ |
| 1980-1984 | Saturday Night Live                | önmaga                   | - 65 epizód - szereplő és forgatókönyvíró  |
| 1982–2019 | Saturday Night Live                | önmaga (házigazda)       | 3 epizód                                   |
| 1983      | Eddie Murphy: Delirious            | önmaga                   | Stand-up különkiadás                       |
| 1983      | The 14th Annual NAACP Image Awards | önmaga (házigazda)       | különkiadás                                |
| 1983      | 35. Primetime Emmy-gála            | önmaga (házigazda)       | különkiadás                                |
| 1989      | What's Alan Watching?              | tüntető / James Brown    | különkiadás                                |
| 1991      | The Royal Family                   | nem szerepel             | megalkotó és vezető producer               |
| 1993      | Dangerous: The Short Films         | ókori egyiptomi fáraó    | videóklip: "Remember the Time"             |
| 1991-2001 | The PJs                            | Thurgood Stubbs (hangja) | - 31 epizód - megalkotó és vezető producer |
| 2004      | Father of the Pride                | Szamár (hangja)          | 1 epizód                                   |
| 2007      | Shrekből az angyal                 | Szamár (hangja)          | különkiadás                                |
| 2010      | Szamár karácsonyi Shrekkentése     | Szamár (hangja)          | különkiadás                                |
| 2012      | Eddie Murphy: One Night Only       | önmaga                   | különkiadás                                |
| 2019      | Comedians in Cars Getting Coffee   | önmaga                   | 1 epizód                                   |

## Fordítás
- Ez a szócikk részben vagy egészben  az   Eddie Murphy című angol Wikipédia-szócikk fordításán alapul.  Az eredeti cikk szerkesztőit annak laptörténete sorolja fel. Ez a jelzés csupán a megfogalmazás eredetét és a szerzői jogokat jelzi, nem szolgál a cikkben szereplő információk forrásmegjelöléseként.
- Ez a szócikk részben vagy egészben  az   Eddie Murphy filmography című angol Wikipédia-szócikk fordításán alapul.  Az eredeti cikk szerkesztőit annak laptörténete sorolja fel. Ez a jelzés csupán a megfogalmazás eredetét és a szerzői jogokat jelzi, nem szolgál a cikkben szereplő információk forrásmegjelöléseként.